# Литвинова Ганна
Ганна Литвинова (рос. Анна Литвинова, 1 травня 1983 — 22 січня 2013) — російська модель.
Виграла конкурс краси «Міс Всесвіт — Росія — 2006» і представляв Росію на конкурсі «Міс Всесвіт — 2006», де вона увійшла в Топ-20.
Пізніше переїхала до Москви і почала кар'єру моделі. Допомагала початкуючим моделям знайти роботу за кордоном.
Померла в січні 2013 року в Німеччині. Перед смертю протягом одного року страждала від раку.